# Neochera zunitida
Neochera zunitida là một loài bướm đêm trong họ Erebidae.